# 坪石公共圖書館
坪石公共圖書館（英語：Ping Shek Public Library）是香港一間已關閉的公共圖書館。該館位於九龍坪石邨鑽石樓二樓，由香港市政局於1972年7月21日設立。隨著牛池灣市政大廈建成，該館於1987年4月20日正式關閉，並由牛池灣公共圖書館取代。

## 歷史
自1968年起，香港市政局計劃在香港島及九龍提供公共圖書館服務，並決定在坪石邨設立第五間市政局公共圖書館，旨在為牛池灣及啟德一帶居民服務。1972年7月20日，坪石公共圖書館舉行開幕典禮，由市政局文化工作委員會成員葉錫恩女士主持，翌日正式對外開放。 初時官方英文名稱為「Urban Council Public Library - Ping Shek Branch」或「Ping Shek Branch Library」──即坪石分區圖書館，隨後改為現有英文名稱。
1978年，市政局計劃興建牛池灣市政大廈。有見及此，圖書館專責委員會建議該處設立圖書館，取代原有的坪石公共圖書館。1987年3月，市政局決定於同年4月17日起關閉坪石圖書館，以便館方復活節期間安排遷館工作。4月20日，該圖書館正式關閉，並於7月30日向房屋署交回舖位。

## 設施及服務
該圖書館樓面面積1,013平方米，設有成人圖書館、兒童圖書館、報刊閱覽室及學生自修室，其中自修室設有144個座位。首年已有約11,000名會員，主要來自坪石邨及彩虹邨，亦有來自觀塘、牛頭角、黃大仙及慈雲山的居民。除中英圖書借還服務外，館方更設立參考圖書部，並向學生舉辦參觀活動，介紹館內設施。直至1982年為止，館內中英藏書共有61,100本。

## 開放時間
| 日期                                                   | 開放時間   |
| ------------------------------------------------------ | ---------- |
| 星期一至星期六（星期四除外）                           | 9:00-20:00 |
| 星期四                                                 | 休息       |
| 星期日及公眾假期                                       | 9:00-13:00 |
| 元旦日 農曆年初一至年初三 耶穌受難日 聖誕節 聖誕節翌日 | 休息       |